# Tweede Tol
Tweede Tol is een buurtschap in de gemeente Dordrecht, in de Nederlandse provincie Zuid-Holland.
Het ligt op het Eiland van Dordrecht aan de kruising van de Wieldrechtse Zeedijk (zie Wieldrecht) en de Rijksstraatweg, nabij de Dordtsche Kil. Bij het aanleggen, begin negentiende eeuw, van de Rijksstraatweg van de stad Dordrecht naar het pontje aan het Hollandsch Diep kon men op twee plaatsen van de weg af. De eerste tol (vanuit Dordrecht gezien) werd ingericht bij de Zuidendijk, de tweede tol bij de Wieldrechtse Zeedijk. In het verleden viel Tweede Tol achtereenvolgens onder de gemeenten Wieldrecht en Dubbeldam.
In, dan wel nabij de Tweede Tol bevindt zich een negentiende-eeuwse kerk. Verder bestaat het gehucht maar uit een paar huizen, en de kerk dient vooral ook voor de boerderijen die elders op het eiland van Dordrecht staan. Niettemin stond er tot 2003 een schooltje. In de jaren negentig werd de Randweg Dordrecht, de N3 geopend. Die verbindingsweg tussen de A15 en de A16 maakte de Tweede Tol beter bereikbaar. De gemeente Dordrecht stelde dan ook voor in de omgeving een auto-onderdelenbedrijf te vestigen. Na langdurige protesten en bezwaarprocedures van de bewoners van Tweede Tol zag de gemeente daar ten langen leste vanaf. Nu realiseert men er een kleine nieuwbouwwijk, De Groene Tol. Volgens het CBS woonden er op 1 januari 2007 479 mensen in de Tweede Tol.

## Tweede Wereldoorlog (mei 1940)
Op 10 mei 1940 - toen Duitsland Nederland binnenviel - landde in de vroege ochtend een parachutisten eenheid bestaande uit een regimentstaf, een bataljonsstaf en twee compagnieën gevechtstroepen ten oosten van Tweede Tol, in de sector tussen de Zeedijk en de Zuidendijk. Zij vormden onderdeel van het 1e Regiment Fallschirmjäger dat tot doel had de bruggen bij Dordrecht en Moerdijk te veroveren en te houden totdat de hoofdmacht via Noord-Brabant bij Moerdijk zou arriveren. Bij Tweede Tol werd in een kampement van de Nederlands artillerie, naast het spoor, het Duitse regimentshoofdkwartier ingericht. Gedurende de vierdaagse strijd op het Eiland van Dordrecht zouden naast een wisselende Duitse sterkte in het kamp van 100-250 man, een groeiend aantal krijgsgevangen Nederlandse militairen worden gehouden. Ook de boerderij Berkhof aan de Zeedijk werd prominent door de Duitsers in gebruik genomen als noodhospitaal.